# 光弾性

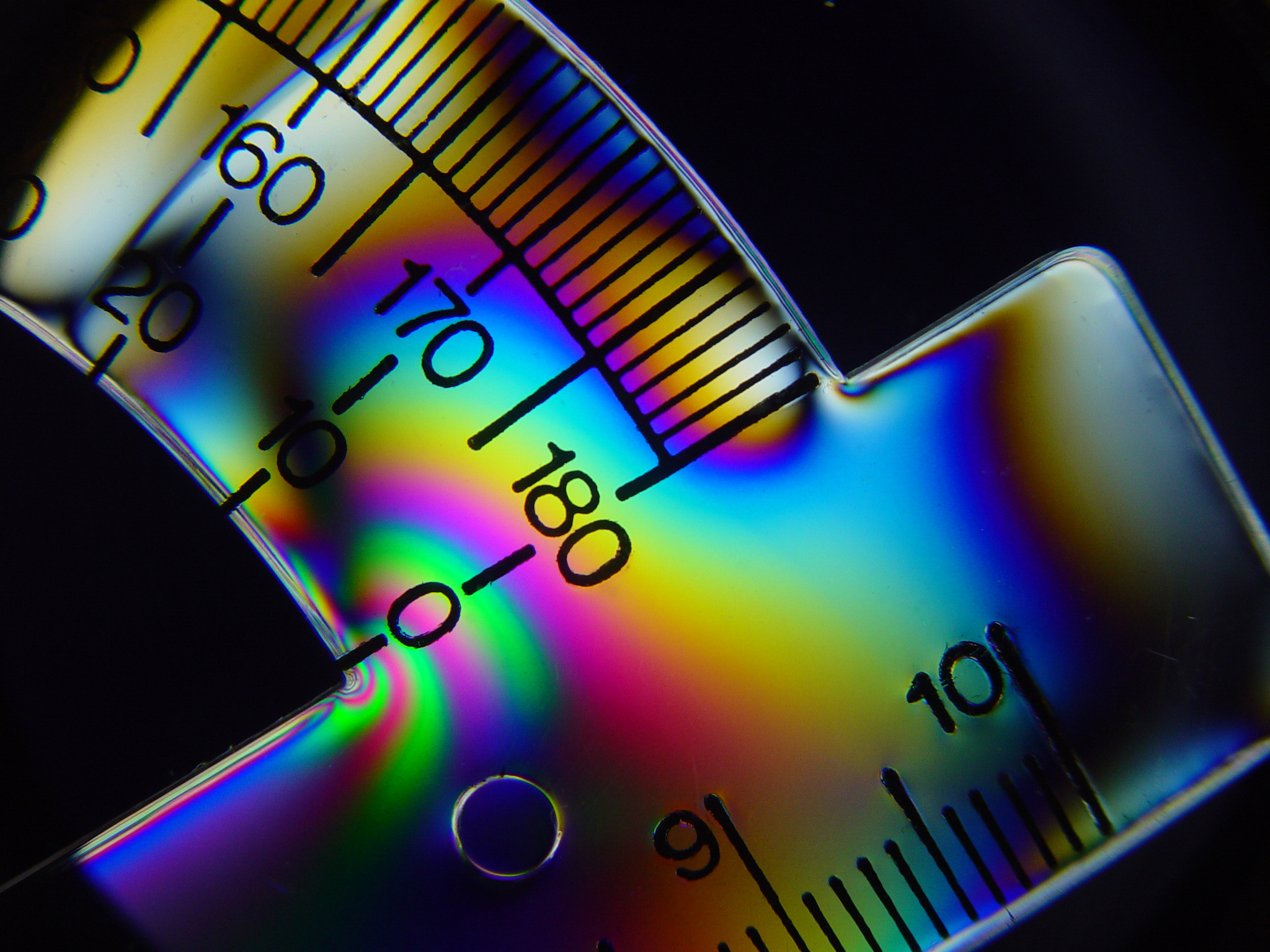
クロス偏光で観察したプラスチック分度器にかかる応力線

光弾性（こうだんせい、Photoelasticity）とは、外力を受けた弾性体が複屈折を起こす性質。光弾性の性質を持つ物体を光弾性体という。
光弾性は、材料の応力分布を解析する実験法としてよく使われる。単純な計算で求めた応力分布と比較して、かなり正確な分布が得られる。材料の臨界応力を求めるのに重要な手法であり、複雑な形状の物体のどこに応力が集中するかを確かめるためにもよく使われる。

## 歴史
光弾性を発見したのは1816年、イギリスのブリュースターであり、光弾性体にガラスを用いたものであった。光弾性の本格的な研究は、20世紀初頭、ロンドン大学のコーカー(E.G.Coker)とファイロン(L.N.G Filon)が発展させた。コーカーはセルロイドを使用することで、光弾性の発現を大きく向上させた。コーカーの研究は1930年、ケンブリッジ大学出版(en)から『光弾性論』（Treatise on Photoelasticity）として出版され、この分野における標準教科書となった。その後10年の間にロシア語、ドイツ語、フランス語に翻訳された。
この手法はさまざまな分野に応用された。技術も進歩し、簡便な測定器も開発され、3次元の応力分布を求める測定器も開発された。応力研究には欠かせない手法となり、光弾性を専門とする研究所は教育、産業の分野に大きく貢献した。
LEDを利用したデジタル偏光器の出現により、加重と共に刻々と変わっていく応力の変化も測定可能となり、動的光弾性の研究も進んだ。動的光弾性は材料の複雑な破壊現象の研究に貢献した。

## 原理

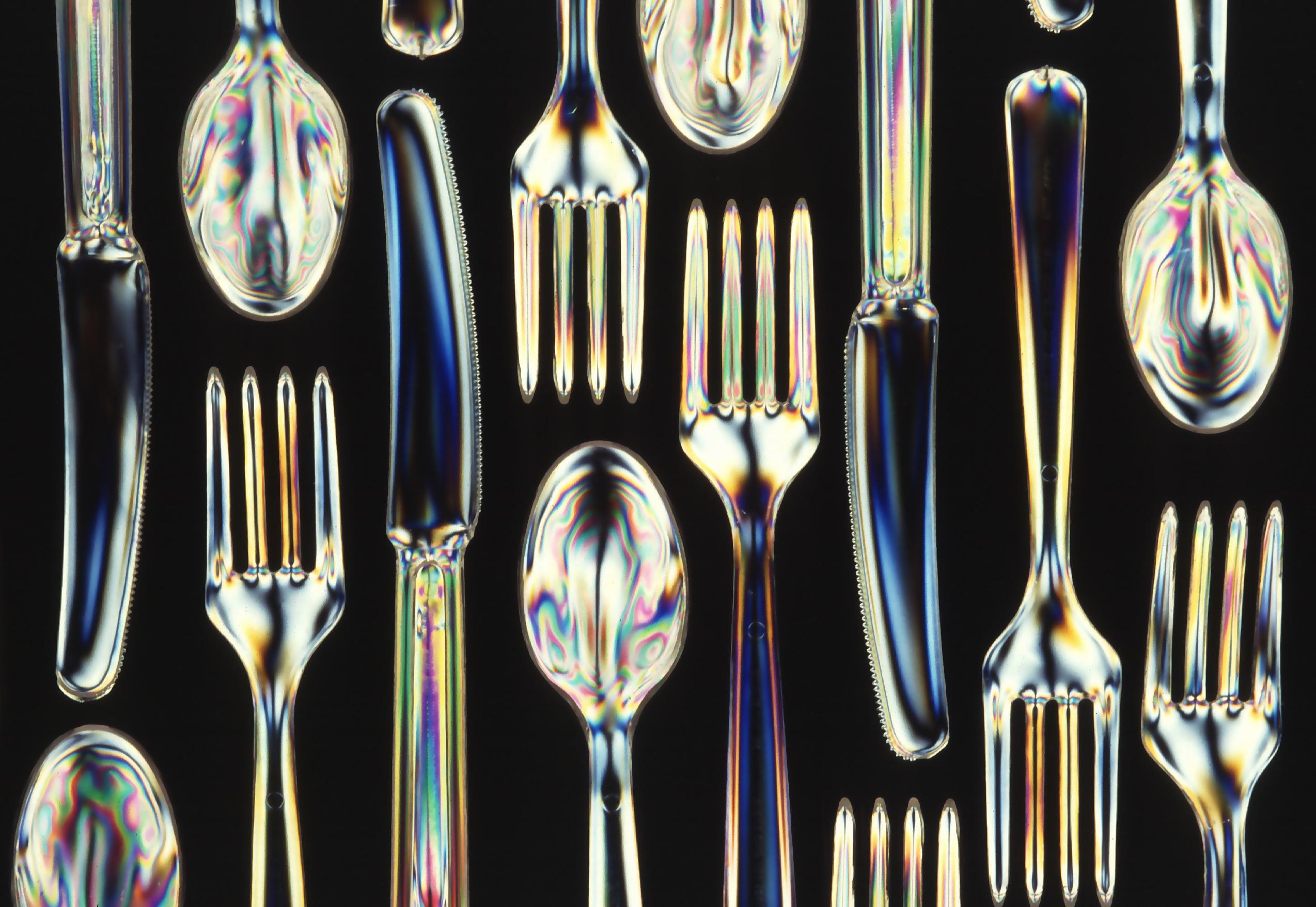
プラスチック食器の光弾性を撮影した写真

光弾性体とは、外力を加えると、歪の大きさと向きに応じて、複屈折の大きさと向きが変化する物質である。そのため、外力を加えた光弾性体に直線偏光を当てて偏光器で観察すると、歪の大小によって複屈折した偏光に位相差が生じ、干渉縞となって現れる。
厚さ {\displaystyle t} の光弾性体にさまざまな方向から外力が加えられ、その力が主応力 {\displaystyle \sigma _{11}} と {\displaystyle \sigma _{22}} で表せるとする。その時、分かれた2つの偏光の位相差 {\displaystyle R} は、次の式で表すことができる。
{\displaystyle R=Ct(\sigma _{11}-\sigma _{22})\ }
この定数{\displaystyle C}を光弾性定数という。このように理論化したのはフレネルであった。通過後の偏光の度合いを偏光器で測定することにより、光弾性体に加わった応力の分布が分かる。
複屈折の性質を示す物質はいくつかあるが、光弾性の測定に使えるのは、複屈折の程度が応力で大きく変化するものに限られる。そのため、光弾性の研究には、それが発現しやすい材料を探すことがまず重要となる。
同じく重要なのが、模型の設計である。光弾性による応力測定の実験は、光弾性体でしか行えないため、必ず模型を作って測定することになる。その際、作った模型と実際の構造物との応力分布が同じになるよう考慮しなければ、実験する意味が無くなってしまう。

## 画像の解釈

### 等傾線と等色線
光弾性の観察画像には、等傾線と等色線が現れる。等傾線(Isoclinics)は、主応力の向きと等しい方向に現れる線である。等色線(Isochromatics)は最大剪断応力が等しい点を結んでできる線である。光源に白色光を使った場合には等色線は色が付いて発現する。
平面偏光器（後述）で観察できる画像は、等傾線と等色線が混ざったものである。円偏光器（後述）で観察すると、等色線だけを観察することができる。

### 平面偏光器
光源と２つの直線偏光子からできている。光源は、実験の目的によって単色光を使う場合と白色光を使う場合がある。光源から出た光は最初の偏光子（ポラライザ）を通り、直線偏光になる。その直線偏光を光弾性体に当て、その透過光を２枚目の偏光子（アナライザ）に通して縞のパターンを観察する。
縞のパターンは、等傾線と等色線からできている。等傾線はアナライザの角度で位置が変わるが、等色線は変化しない。

### 円偏光器
円偏光器は、平面偏光器に加えて、２枚の1/4 波長板を使用する。それを「光源 － ポラライザ － 1/4 波長板 － 測定サンプル － 1/4 波長板 － アナライザ」の順で並べてある。1/4 波長板を加えることにより、偏光が円偏光に変わる。
円偏光器を使う第1の利点は、画像に等色線のみが発現し、等傾線が発現しないことである。これにより、等色線と等傾線の区別ができるようになる。